# اژدر قایق گشتی پی‌تی-۱۰۹

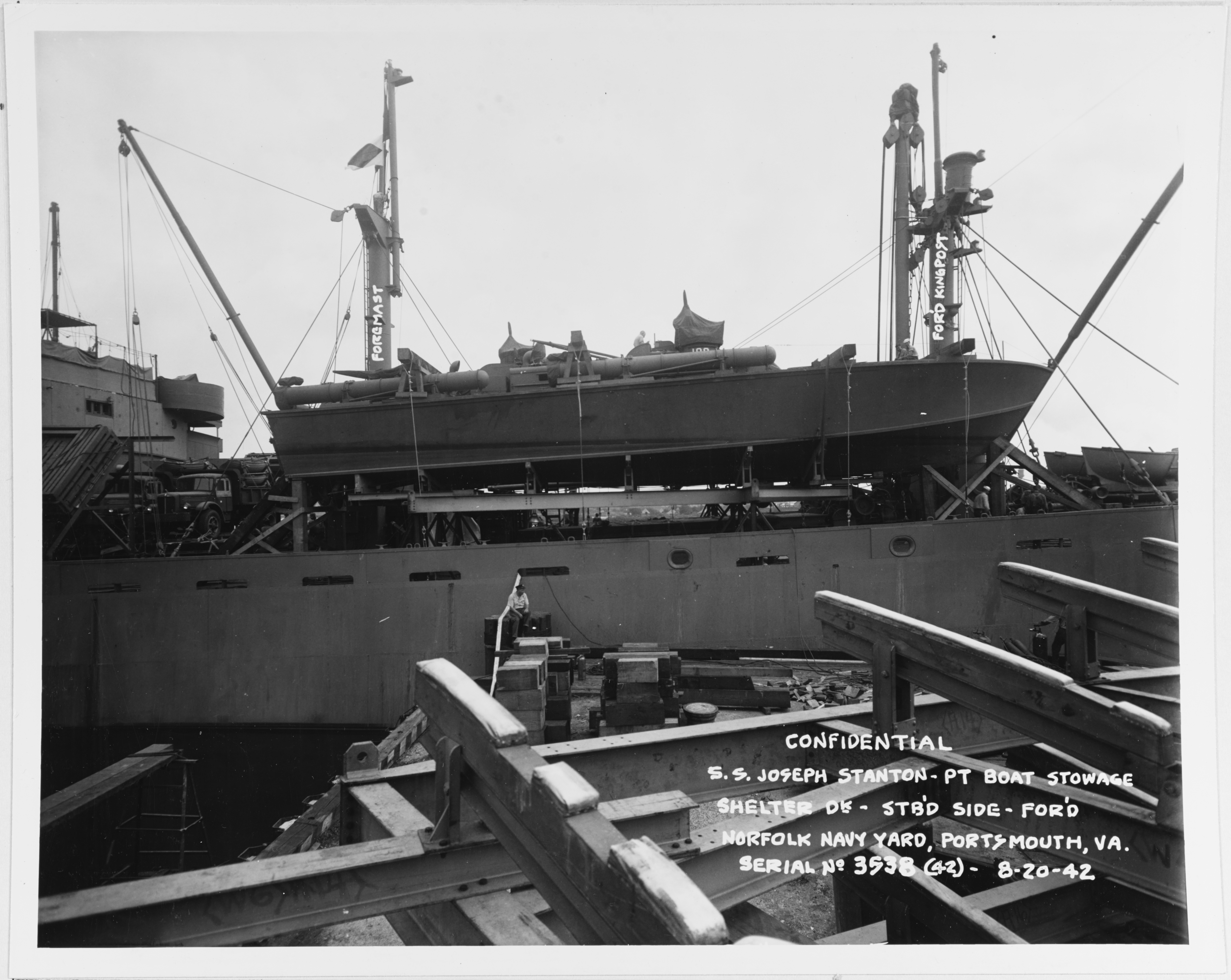
اژدر قایق گشتی پی‌تی-۱۰۹

اژدر قایق گشتی پی‌تی-۱۰۹ (به انگلیسی: Patrol torpedo boat PT-109) یک قایق گشتی به فرماندهی جان اف. کندی در جبهه اقیانوس آرام جنگ جهانی دوم بود. 